# Ioánnis Koléttis
Ioánnis Koléttis (1774 — 1847) foi um político da Grécia. Ocupou o cargo de primeiro-ministro da Grécia.